# Christina Rose Scofield
Christina Rose Scofield az amerikai Szökés című sorozat egyik kitalált szereplője. Kathleen Quinlan alakítja. A negyedik évad tizenhatodik epizódjában szerepel először. Michael Scofield édesanyja, Lincoln Burrows nevelőanyja, Aldo Burrows felesége.

## Háttér
Christina Rose Scofield Aldo Burrows felesége. Mikor Lincoln 3 éves volt, a szülei, akik szintén a CÉG-nél dolgoztak, meghaltak. Ekkor döntött úgy Aldo, hogy örökbefogadják Lincolnt. Így mint kiderült, Michael és Lincoln nem édestestvérek. Christina Lincolnnak csak a nevelőanyja, míg Michael édesanyja. 23 éve hagyták magukra a két fiút, és a férjével együtt a CÉG-nek dolgoztak mindketten. Christina még mindig nekik dolgozik, de nem Krantz tábornok oldalán áll.

## Szerepek

### 4. évad
Christinát először az évad tizenhatodik epizódjának végén láthatjuk, amint kiderül, hogy ő a Scylla új vevője és birtokosa. Az epizód végén Lincoln felhívja, és figyelmezteti, hogy le fogja vadászni.